# Kordon, Odesa
Kordon (în ucraineană Кордон) este localitatea de reședință a comuna Vîzîrka din raionul Odesa, regiunea Odesa, Ucraina.

## Demografie
Componența lingvistică a localității Kordon
     Ucraineană (90,28%)
     Română (6,67%)
     Rusă (3,06%)
Conform recensământului din 2001, majoritatea populației localității Kordon era vorbitoare de ucraineană (90,28%), existând în minoritate și vorbitori de română (6,67%) și rusă (3,06%).